# Utetheisa devriesi
Utetheisa devriesi là một loài bướm đêm thuộc phân họ Arctiinae, họ Erebidae.